# ウォルドレイク学校区
ウォルドレイク学校区（ウォルドレイクがっこうく、英: Walled Lake Consolidated School District）は、アメリカ合衆国ミシガン州のデトロイト都市圏に位置するウォルドレイク市 (Walled Lake)に拠点を置く学区である。小学校14校、中学校4校、高等学校3校、オルタナティブ・スクール1校から構成され、総勢15,000人超の生徒が学んでいる。
管轄地域は自治体により全域であったり一部であったり区々であるが、ファーミントン・ヒルズ、ノバイ、オーチャード・レイク (Orchard Lake)、ウォルド・レイク、ウィクソム (Wixom) の各市、およびコマース郡区、ウェスト・ブルームフィールド郡区、ホワイト・レイク郡区の各郡区、ウルバリンレイク (Wolverine Lake)の村となっている。
2010年現在、ミシガン州オークランド郡における最大の学区となっており、15,600人の生徒と1,600人の教員・従業員を擁している。

## 歴史
2000年代、ミシガン州政府はウォルドレイク学校区に対し、コマース町にある一部の土地を購入するよう要請した。当時、州政府はその地に、約600エーカー (240 ha)に及ぶ土地を保有していた。2004年2月、同学校区はミシガン州天然資源局にコマース町のワイズロード沿いにある155エーカー (63 ha)の土地を購入するための申請を行った。その後、一部の保全活動家グループによる、購入阻止の試みがあった。
2010年、ウォルドレイク学校区は2010-2011年度における赤字見通しが22.7百万米ドルに上ることが報道された。同学校区は赤字削減策として、輸送サービス・管理サービスを民営化させること、及び教員を含む人員削減を300人規模で実施することを発表した。

## 構成校

### 幼稚園
- ツインサンズ幼稚園（Twin Suns Preschool）

### 小学校
- コマース小学校（Commerce Elementary School、所在地：コマース)
- ダブリン小学校（Dublin Elementary School、所在地：ホワイトレイク）
- グレンガリー小学校（Glengary Elementary School、所在地：コマース）
- メアリーヘレンゲスト小学校（Mary Helen Guest Elementary School、所在地：ウォルドレイク）
- ヒコリーウッズ小学校（Hickory Woods Elementary、所在地：ノバイ）
- キース小学校（Keith Elementary、所在地：ウェストブルームフィールド）
- ルーンレイク小学校（Loon Lake Elementary、所在地：ウィクソム）
- メドーブルック小学校（Meadowbrook Elementary、所在地：ノバイ）
- オークレーパーク小学校（Oakley Park Elementary、所在地：コマース）
- プレザント小学校（Pleasant Lake Elementary、所在地：ウェストブルームフィールド）
- ウォルドレイク小学校（Walled Lake Elementary、所在地：コマース）
- ウィクソム小学校（Wixom Elementary、所在地：ウィクソム）

### 中学校
- クリフォードスマート中学校（Clifford Smart Middle School、所在地：コマース）
- ジェームズ・R・ガイスラー中学校（James R. Geisler Middle School、所在地：コマース）
- サラーバンクス中学校（Sarah Banks Middle School、所在地：ウィクソム）
- ウォルナットクリーク中学校（Walnut Creek Middle School、所在地：ウェストブルームフィールド）

### 高等学校
（全てコマースに所在）
- ウォルドレイクセントラル高等学校（英語版）（Walled Lake Central High School）
- ウォルドレイクノーザン高等学校（英語版）（Walled Lake Northern High School）
- ウォルドレイクウェスタン高等学校（英語版）（Walled Lake Western High School）

### その他の施設
- 教育サービスセンター（Educational Services Center、所在地：ウォルドレイク） - ウォルドレイク学校区本部
- 野外教育センター（Outdoor Education Center、所在地：コマース）
- 地域教育センター（Community Education Center、所在地：ウォルドレイク）

### 廃校
- メーブル小学校（Maple Elementary、所在地：ウェストブルームフィールド）
- ツインビーチ小学校（Twin Beach Elementary School、所在地：ウェストブルームフィールド）